# آنتونیو اسکوبار نونیس
آنتونیو اسکوبار نونیس (اسپانیایی: Antonio Escobar Núñez‎؛ زادهٔ ۱۹۷۶) یک موسیقی‌دان، تهیه‌کننده موسیقی، طراح صدا، آهنگ‌ساز، مهندس میکس و ترانه‌سرای اهل اسپانیا است که حرفه‌اش حوزه‌هایی چون موسیقی فیلم، تلویزیون، تبلیغات و آثار هنرمندان ضبط‌شده را در بر می‌گیرد. آثار او در تولیداتی تحسین‌شده و برنده جوایز گوناگون حضور داشته‌اند، از جمله انیمیشن نامزد اسکار به نام کلاوس، موسیقی متن برنده جایزه بفتای همین فیلم، و مشارکت در آلبوم‌های نامزد جایزه گرمی مانند عشق در آینده از جان لجند. او کارش را با تهیه موسیقی برای مانسانیتا شروع کرد و یکی از نخستین تهیه‌کنندگان موسیقی در اسپانیا محسوب می‌شود که موسیقی الکترونیک، موسیقی راک و ارکستر را ادغام کرد و با هم به‌کار گرفت.
او به عنوان یکی از معدود آهنگسازان اسپانیایی شناخته می‌شود که توانسته حضوری تأثیرگذار در موسیقی تجاری، سینما و تولیدات جریان اصلی موسیقی حفظ کند. اسکوبار با هنرمندان بین‌المللی‌ای مانند جان لجند و زارا لارسون، و همچنین خوانندگان برجسته اسپانیایی از جمله مالو، دیوید بیسبال، کارلوس ریورا و وانسا مارتین همکاری داشته است.
سبک موسیقایی او ترکیبی از راک، الکترونیکا، پاپ، موسیقی ارکسترال و لاتین است و در جشنواره‌های مربوط به موسیقی تبلیغاتی و فیلم، جوایزی دریافت کرده است.